# Belonioscyphella
Belonioscyphella is een geslacht van schimmels uit de orde Helotiales. De familie is nog niet eenduidig bepaald (Incertae sedis). De typesoort is Belonioscyphella hypnorum.

## Soorten
Volgens Index Fungorum telt dit geslacht drie soorten (peildatum maart 2022):
| Soortnaam                     | Auteur(s)              | Publicatiejaar |
| ----------------------------- | ---------------------- | -------------- |
| Belonioscyphella hypnorum     | (Syd. & P. Syd.) Höhn. | 1918           |
| Belonioscyphella pluriseptata | Döbbeler & Laukka      | 2010           |
| Belonioscyphella pruinifera   | (Rehm) Höhn.           | 1918           |